# 埼玉縣立大學
埼玉縣立大学（日语：／）是一所日本公立大學，總部位於埼玉縣越谷市三野宮820號。
1999年創立，1999年成立大學。大學簡稱為埼玉縣大。最初，設4年制保健医療福祉学部，以及繼承原埼玉县立大学短期大学部的短期大學部，但短期大學部於2008年3月被廢止。

## 概要
校园透過建築設計競技選出山本理显設計。榮獲1999年優良設計獎設施類別金獎。。
校园距離东京市中心不到30公里，且擁有出色的校園設計。因此《交響情人夢》、《醫龍-Team Medical Dragon- (電視劇)》、《L：最終的23日》、《假面R劍俠劇場版：失蹤的王牌》、《相棒》、《SP (電視劇)》等作品都用埼玉縣立大學作爲拍攝地點。 它也被用作 HIGH 和 MIGHTY COLOR 的“OVER”等藝術家的音樂錄影帶的拍攝地。
與放送大學學園有學分轉移協議，在日本開放大學獲得的學分可以被視為畢業所需學分。

## 沿革
- 1993年：設立縣立看護福祉系大學（暫名）基本概念審查委員會。基本概念草案將報告給都道府縣知事，並制定基本概念。
- 1994年：計劃安裝地點已確定。設立看護福祉系大學設立準備室。制定縣立看護福祉大學（暫名）基本計畫。
- 1996年：文部省開始初步討論。
- 1998年：向文部省提出設立批准申請，並獲得教育部大學設立和教育法人委員會的報告和設立批准。
- 1999年：埼玉縣立大學開設（保健學部、醫療福祉學部、護理系、物理治療系、職業治療系、社會福祉系）。埼玉縣立保健短期大學更名為埼玉關立大學短期大學部，隸屬於埼玉縣立大學。
- 2001年：今年入學後，停止接受專科部社區護理專業的新申請（2002年3月關閉）。
- 2004年：今年入學後，停止接受短期大學護理第二系的新申請（2006年3月關閉）。
- 2005年：今年入學後，專科助產專業以外的系所停止招生。
- 2006年：保健醫療福祉學部、短期大學部進行整合重組。健康醫療福祉學部設立健康發展系（健康行為科學系、檢驗技術系、口腔健康科學系）。
- 2008年：短期大学部關閉。
- 2009年：設置研究生教育保健医療福祉学研究科修士課程。設置大学院サテライトキャンパス（日语：サテライトキャンパス）（埼玉市浦和區）。
- 2010年：地方独立行政法人法（日语：地方独立行政法人法）公立大学法人（日语：公立大学法人）化。
- 2014年：社會福利學系改組為社會福利兒童學系（社會福利學專業、福利兒童學專業）。
- 2016年：成立研究所。創立大學校歌。
- 2017年：研究所遷移衛星校區（埼玉市中央區 (埼玉市)）
- 2017年：財團法人與埼玉縣いきいき簽訂合作協議，以延長健康壽命等[4]。

## 教育・研究組織

### 学部
- 保健医療福祉学部
  - 看護学科（日语：看護学科）
  - 理学療法学科
  - 作業療法学科
  - 社会福祉孩子学科
    - 社会福祉学（日语：社会福祉学）専攻
    - 福祉孩子学専攻

  - 健康发展学科
    - 健康行動科学専攻
    - 检查技术科学専攻
    - 口腔保健科学専攻

### 大学院
- 保健医療福祉学研究科
  - 看護学専修
  - 復原学専修
  - 健康福祉科学専修

## JR
- 從東武伊勢崎線千間台站西口搭乘朝日自動車（日语：朝日自動車）開往埼玉縣立大學方向的巴士5分鐘，步行20分鐘。

## 註腳
1. ↑  . GOOD DESIGN AWARD 1999. 日本デザイン振興会. 1999-10-14  [2016-01-24]. （原始内容存档于2024-03-08） （日语）.
2. ↑  . 大学案内. 埼玉県立大学.   [2016-01-24]. （原始内容存档于2016-01-30） （日语）.
3. ↑   (PDF). 平成28年度単位互換案内. 放送大学学園. 2016  [2016-01-24]. （原始内容 (PDF)存档于2016-03-04） （日语）.
4. ↑  埼玉県立大学と（公財）いきいき埼玉が連携協定を締結 健康寿命の延伸やシニアの活躍支援等で協力します （页面存档备份，存于） 埼玉県（2020年2月6日）2020年3月22日閲覧